# Domodiedowskaja
Domodiedowskaja (ros. Домодедовская) – stacja moskiewskiego metra linii Zamoskworieckiej (kod 021) położona w południowym okręgu administracyjnym Moskwy w rejonie Oriechowo-Borisowo Jużnoje. Nazwana od pobliskiego lotniska Domodiedowo. Wyjścia prowadzą na Kaszirskoje Szosse, ulicę generała Belowa i Bulwar Orechowyj.

## Konstrukcja i wystrój
Jednopoziomowa, płytka stacja kolumnowa z jednym peronem. Tematem przewodnim wystroju jest awiacja. Posiada dwa rzędy 26 kolumn pokrytych białym marmurem z brązowymi i czarnymi wstawkami z granitu. Ściany nad torami pokryto szarym marmurem i przyozdobiono miedzianymi tabliczkami ukazującymi sowieckie samoloty. Na podłodze ułożono geometryczny ornament z czarnego i szarego marmuru.